# 朱瓦亚
朱瓦亚是位於黎巴嫩蘇爾區的一个城镇。
1986年8月中旬，三名法国士兵（聯合國駐黎巴嫩臨時部隊士兵）在慢跑穿过 朱瓦亚时被遥控炸弹炸死。
1993年7月问责行动過后，黎巴嫩武裝部隊在朱瓦亚建立了一个小型基地。朱瓦亚也是黎巴嫩武裝部隊在黎巴嫩境內最南端的一個駐扎點。